# Niżni Czarnostawiański Przechód
Niżni Czarnostawiański Przechód (1961 m) – siodełko na północno-wschodniej grzędzie Mięguszowieckiego Szczytu Czarnego w polskich Tatrach Wysokich. Znajduje się w dolnej jej części w lewej (patrząc od dołu) gałęzi tej grzędy. Na wschód opada z niego skalista depresja do Wyżniego Czarnostawiańskiego Kotła. Po zachodniej stronie przechodu znajduje się trawiasto-skalista półka, niżej żleb wcinający się w lewą część Kotła Kazalnicy. Niżni i Wyżni Czarnostawiański Przechód są jedynymi miejscami na grzędzie, przez które można bezproblemowo przetrawersować z Wyżniego Czarnostawiańskiego Kotła do Kotła Kazalnicy, wszędzie poza tymi dwoma miejscami grzęda ta do Kotła Kazalnicy opada pionową i kruchą ścianą. Pomiędzy przechodami znajduje się Czarnostawiańska Strażnica.
Autorem nazwy przechodu jest Władysław Cywiński. Przez przechód ten prowadzi taternicka droga wspinaczkowa Trawers z Wyżniego Kotła Czarnostawiańskiego do Kotła Kazalnicy przez Niżni Czarnostawiański Przechód; 0+ w skali tatrzańskiej, czas przejścia 30 min. Od strony Wyżniego Czarnostawiańskiego Kotła Niżni Czarnostawiański Przechód jest niepozorny i łatwo go pomylić. W grzędę w jego pobliżu wcina się bowiem szeroki i trawiasty żleb, który jednak nie prowadzi do tego przechodu, lecz powyżej niego, na Czarnostawiańską Strażnicę.

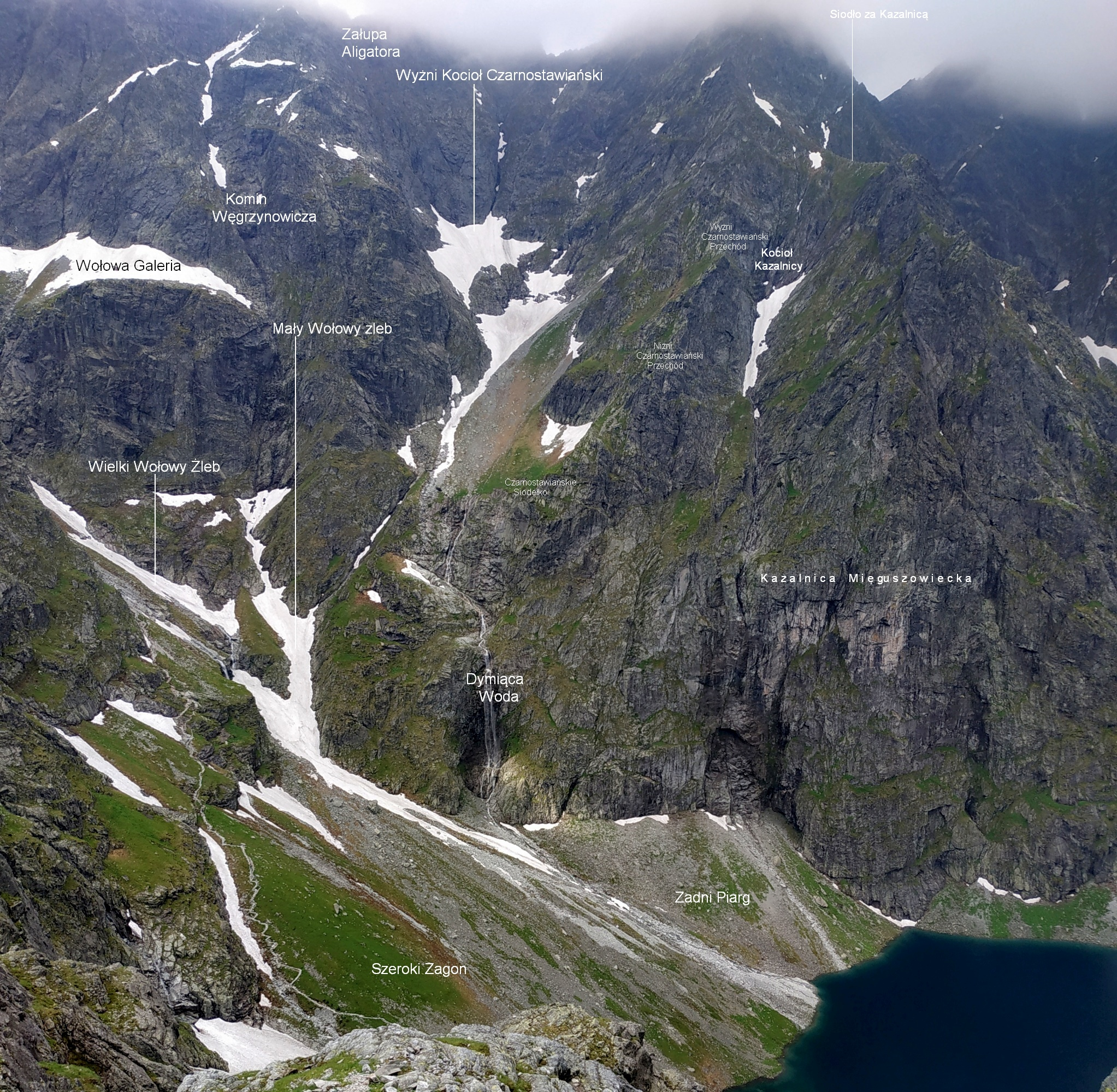